# Marquesat de Tamarit
El Marquesat de Tamarit és un títol nobiliari espanyol atorgat el 13 d'abril de 1681 pel rei Carles II a favor de Francesc de Montserrat i Vives, carlà de Montbrió del Camp (Tarragona), senyor de Tamarit, en atenció als seus serveis en el setge de Tarragona.
L'actual titular, des de 2005 és Juan José Suelves Figueroa, XII marquès de Tamarit.

## Armes
«En camp d'atzur, una muntanya al natural, sumat d'una serra de fuster d'or, acompanyat tot, de vuit castells d'or, tres al capdamunt, tres al baix i un a cada flanc. Lema: "Primum Mori Quam Foedari".»

## Marquesos de Tamarit
|                                      | Titular                                | Període                              |
| Creació en 1681 por el rey Carles II | Creació en 1681 por el rey Carles II   | Creació en 1681 por el rey Carles II |
| ------------------------------------ | -------------------------------------- | ------------------------------------ |
| I                                    | Francesc de Montserrat i Vives         | 1681-1688                            |
| II                                   | Gertrudis de Montserrat                | 1688-1718                            |
| III                                  | Josep de Montserrat i de Moles         | 1718-1743(?)                         |
| IV                                   | Baltasara de Montserrat i Ustáriz      | ?-1794                               |
| V                                    | Joan (Josep) de Suelves i Montserrat   | 1794-1844                            |
|                                      | (...)                                  |                                      |
| Rehabilitat en 1903 per Alfons XIII  |                                        |                                      |
| IX                                   | Josep de Suelves i Montagut            | 1903-1926                            |
| X                                    | Juan Nepomuceno de Suelves y Goyeneche | 1927-?                               |
| XI                                   | Juan Suelves y Ponsich                 | 1951-2004                            |
| XII                                  | Juan José de Suelves y de Figueroa     | 2005-actual titular                  |

## Història dels marquesos de Tamarit
- Francesc de Montserrat i Vives, I marquès de Tamarit, Carlà de Montbrió (Tarragona), senyor de Tamarit.

El succeí la seva filla:
- Gertrudis de Montserrat, II marquesa de Tamarit.

La succeí el seu fill:
- Josep de Montserrat, III marquès de Tamarit.

El succeí la seva filla:
- Baltasara de Montserrat i Ustáriz (1740-1794), IV marquesa de Tamarit.

La succeí el seu fill:
- Joan (Josep) de Suelves i Montserrat (1761-1844), V marquès de Tamarit.

El succeí, en 1846, el seu fill:
(...)
Per Ordre del 19 de maig de 1864, es declara vacant el títol per no haver-se satisfet el corresponent impost per a la successió manada en Real ordre de 16 d'agost de 1863. Es va anunciar, per segona vegada, la situació vacant del títol en Anunci de 8 de novembre de 1887. La següent notícia que es té, és la Rehabilitació del títol en 1903, segons el següent:
Rehabilitat en 1903 a favor de:
- Josep de Suelves i Montagut (1850-1926), IX marquès de Tamarit, I vescomte de Montserrat.

1. Casat a París, en 1885, amb María de Goyeneche y de La Puente (n.1862).

D'aquest matrimoni van néixer, almenys, dos fills:
1. Juan Nepomuceno (que segueix), i
2. José Suelves y Goyeneche (n.1893, casat amb Zenaida Piñeyro y de Queralt, marquesa de Bonanaro).

El succeí, en 1927, el seu fill:
- Juan Nepomuceno de Suelves y Goyeneche (1866-?), X marquès de Tamarit, vescomte de Montserrat de iure.

1. Casat amb María de las Mercedes Ponsich y Sarriera.

D'aquest matrimoni van néixer, almenys, dos fills: 
1. Juan (que segueix), i
2. María Josefa de Suelves y Ponsich (casada amb Gonzalo Maria de Ulloa y Ramírez de Haro, marquès de Castro Serna.)

El succeí, per Convalidació en 1951, el seu fill primogènit:
- Juan Suelves y Ponsich (1928-2004), XI marquès de Tamarit, II vescomte de Montserrat.

1. Casat amb Victoria Eugenia de Figueroa y Borbón, fill del II comte de Romanones.

De la seva unió naixeren:
1. Juan José de Suelves y de Figueroa (n.1956), XII marquès de Tamarit. Casat amb María Osorio y Bertran de Lis, comtessa de Villaumbrosa.
2. María (n.1957). Casada amb Francisco Franco y Martínez-Bordiú, XI marquès de Villaverde.
3. Vitoria (n.1959). Casada amb Antonio Sainz y Cenamor.
4. Cristina (n.1961). Casada amb Honorio Maura y Andreu.
5. Luis (n.1963).
6. Blanca (n.1968). Casada amb Juan Miguel Osorio y Bertrán de Lis, XXI duc d'Alburquerque.

Al Vescomtat de Montserrat el succeí el seu net, fill del seu primogènit.
El succeí en 2005 el seu fill primogènit:
- Juan José de Suelves y de Figueroa (n.1956), XII marquès de Tamarit.

1. Casat amb María Osorio y Bertran de Lis, comtessa de Villaumbrosa.

Del seu matrimoni nasqueren tres fills:
1. Juan José Suelves Osorio, III vescomte de Montserrat.
2. Inés Suelves Osorio.
3. Lucía Suelves Osorio.

Actual titular.